# ایوریتس لنتا
ایوریتس لنتا (انگلیسی: Ioritz Landeta؛ زادهٔ ۱۰ اکتبر ۱۹۹۵) بازیکن فوتبال اهل اسپانیا است.